# Yun (Lincang)
Yun (en chino, 云; pinyin, Yún; literalmente, ‘nube’) es un condado bajo la administración directa de la ciudad-prefectura de Lincang. Se ubica al oeste de la provincia de Yunnan, sur de la República Popular China. Su área es de 3760 km² y su población total para 2010 fue +400 mil habitantes. 

## Administración
El condado Yun se divide en 12 pueblos que se administran en 7 poblados y 5 villas. 